# Sanremo
Sanremo (také San Remo, latinsky Villa Matutiae) je italské město v oblasti Ligurie, v provincii Imperia. V současné době je po Janově, La Spezii a Savoně čtvrtým největším ligurským městem. Město je známé jako turistické letovisko na riviéře, místo pořádání hudebního festivalu a sídlo jednoho ze čtyř kasin v Itálii. Dne 16. května 1926 zde zemřel poslední osmanský sultán Mehmed VI.

## Historie

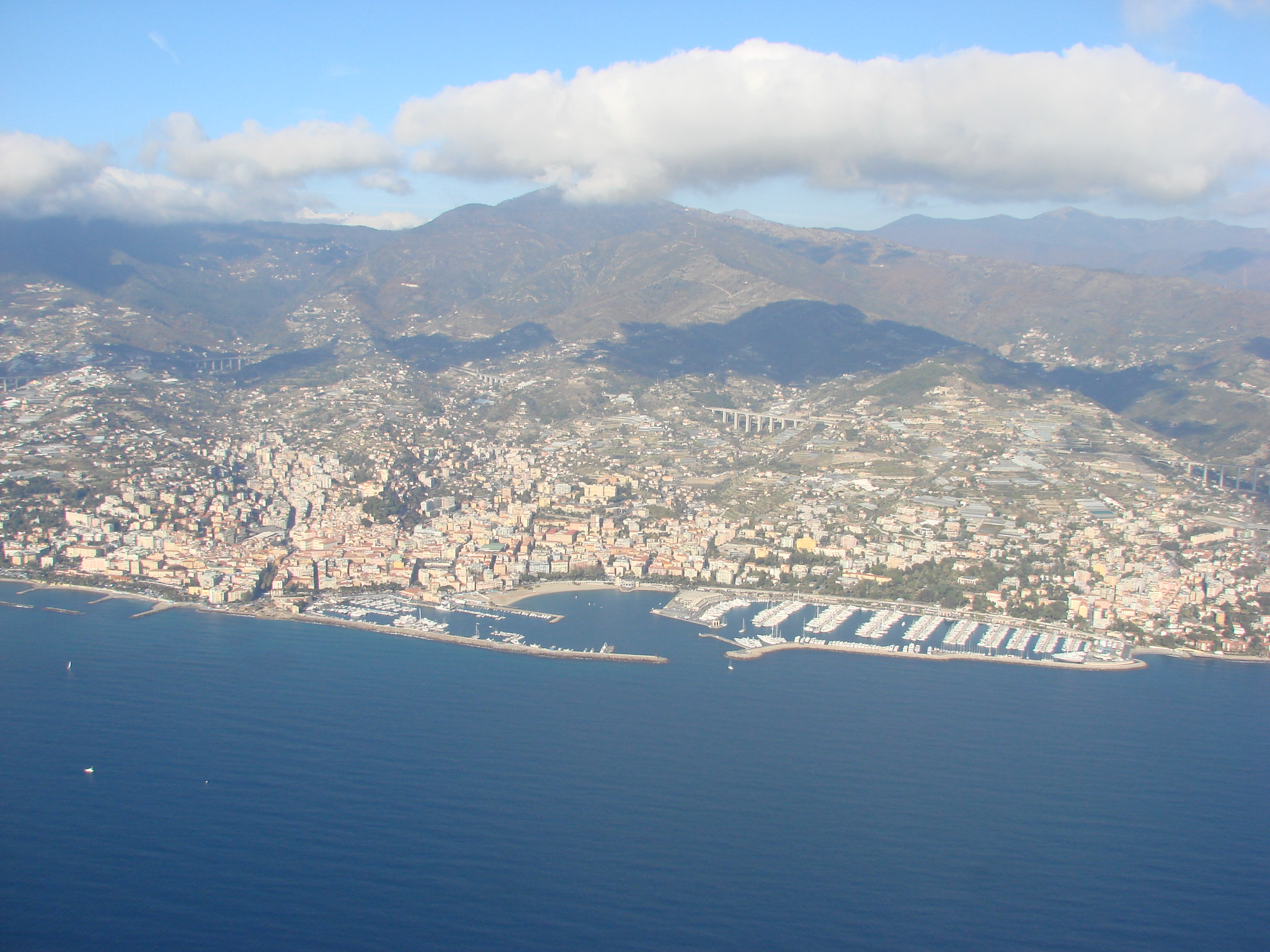
Sanremo a Ligurské Alpy

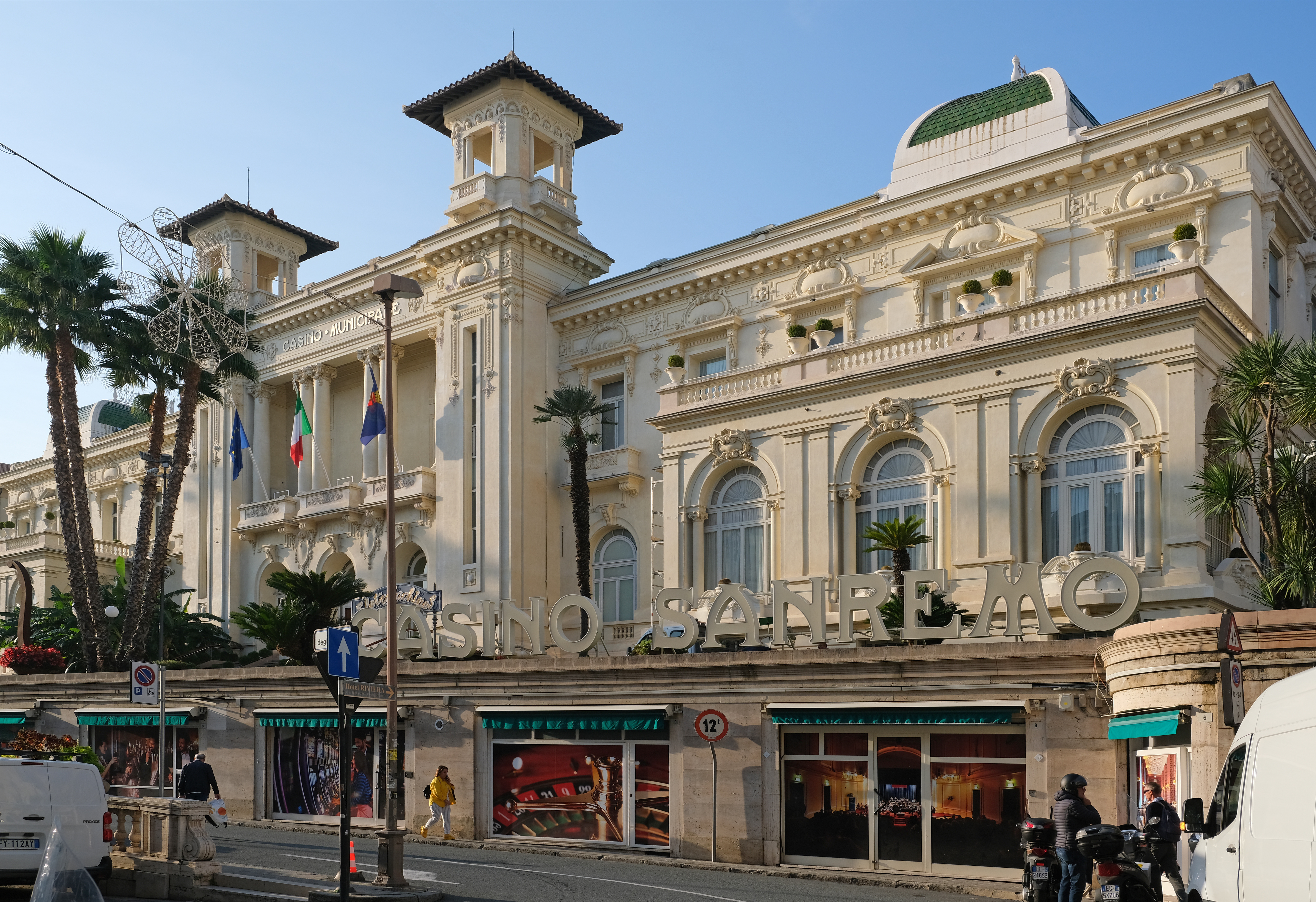
Kasino v Sanremu

Archeologické objevy dokládají stálou přítomnost obyvatel v daných místech již v paleolitu. Jako obec či osada bylo San Remo založeno Římany pod názvem Villa Matutia. V raném středověku došlo ke zvýšení počtu obyvatel. Centrum obce se přesunulo do kopcovité oblasti, kde bylo založeno staré město La Pigna, které bylo před nájezdy Saracénů opevněno zdí.
Zpočátku bylo San Remo pod nadvládou diecéze Albengy, následně hrabat z Ventimiglie a později náleželo pod biskupství v Janově. V roce 1297 bylo San Remo prodáno janovským šlechtickým rodům Doriů a De Mari. V roce 1361 přešlo pod správu Janovské republiky. V roce 1367 se město vykoupilo, stalo se nezávislou obcí, nicméně se statusem ochrany Janovské republiky. Celé 16. století je pro San Remo a celou oblast riviéry (včetně francouzské části, Azurového pobřeží) ve znamení boje proti invazím Saracénů a pirátů. V roce 1814 se San Remo stalo součástí Sardinského království. Po sjednocení Itálie v roce 1861 se město začíná rozšiřovat a postupně se stává jedním z nejznámějších turistických letovisek na riviéře.

## Město
San Remo je již více než 150 let jedním z nejznámějších letovisek Italské riviéry, respektive Riviery di Ponente. Centrum města leží v okolí přístavu. Střed města tvoří náměstí Piazza Eroi Sanremesi. Západně od náměstí, v kopcovitém terénu, leží staré město La Pigna s úzkými uličkami. Jižně, směrem k přístavu, se nachází nové město vystavěné v druhé polovině 19. století. K hlavním památkám v Sanremu náleží románsko-gotická katedrála San Siro ze 13. století na starém městě, pevnost Forte Santa Tecla (leží v přístavu) postavená Janovany okolo roku 1754, Palazzo Borea d'Olmo z pozdního středověku (sídlí zde archeologické muzeum), budova kasina Casino Municipale vystavěná v letech 1904 - 1906 nebo Villa Nobel z roku 1874 v maurském slohu, kde žil a zemřel Alfred Nobel. Hlavní třídou na novém městě je Corso Matteoti. Moderní jachetní přístav je postaven pro 800 lodí.

### Části obce
San Romolo, Poggio, Bussana, Bussana Vecchia, Coldirodi, Verezzo, San Bartolomeo, Gozo Superiore, Gozo Inferiore, Verezzo San Donato, Verezzo Sant'Antonio, San Giacomo, San Giovanni, Borello

## Podnebí
| Sanremo – podnebí                                        | Sanremo – podnebí | Sanremo – podnebí | Sanremo – podnebí | Sanremo – podnebí | Sanremo – podnebí | Sanremo – podnebí | Sanremo – podnebí | Sanremo – podnebí | Sanremo – podnebí | Sanremo – podnebí | Sanremo – podnebí | Sanremo – podnebí | Sanremo – podnebí |
| Období                                                   | leden             | únor              | březen            | duben             | květen            | červen            | červenec          | srpen             | září              | říjen             | listopad          | prosinec          | rok               |
| -------------------------------------------------------- | ----------------- | ----------------- | ----------------- | ----------------- | ----------------- | ----------------- | ----------------- | ----------------- | ----------------- | ----------------- | ----------------- | ----------------- | ----------------- |
| Nejvyšší teplota [°C]                                    | 13,4              | 13,8              | 15,7              | 18,5              | 21,7              | 25                | 27,8              | 27,6              | 25,4              | 21,6              | 17                | 14,6              | 20,2              |
| Nejnižší teplota [°C]                                    | 6,8               | 7                 | 8,6               | 11,1              | 14,2              | 17,5              | 20                | 19,8              | 17,8              | 14,4              | 10,6              | 8,3               | 13                |
| Průměrné srážky [mm]                                     | 102               | 89                | 91                | 81                | 76                | 38                | 20                | 43                | 56                | 107               | 97                | 79                | 879               |
| Zdroj 1: Enea 2017-08-10 Zdroj 2: Intellicast 2017-08-10 |                   |                   |                   |                   |                   |                   |                   |                   |                   |                   |                   |                   |                   |

## Vývoj počtu obyvatel
Počet obyvatel

## Osobnosti města
- Fabio Fognini (* 1987), tenista

## Partnerská města
- Atami, Japonsko
- Helsingør, Dánsko
- Karlskoga, Švédsko